# 長沼神社 (北海道)
長沼神社（ながぬまじんじゃ）は、北海道夕張郡長沼町に所在する神社。旧社格は郷社。

## 祭神
札幌神社から分霊を受けたため、開拓三神を祀る。
- 大国魂命
- 大己貴命
- 少彦名命

## 歴史
長沼町における祭事は、1895年（明治28年）、馬追運河開削の大工工事人である林徳藏が、聖徳太子の小祠を後の中央区に建立したことに始まる。
長沼神社の前身となる社は、1900年（明治33年）ころに後の本町区北1条から北西にかけて建立された。
1906年（明治39年）、神社の近隣に役場庁舎や療病室などの公共建築物が建てられて狭隘となってきたため、競馬場上の高地に移転する。
1913年（大正2年）、後の宮下町区に再移転し、札幌神社からの分霊を受けて、遷宮式を執り行う。
1923年（大正12年）5月、内務省に神社創立願を提出するが、関東大震災で書類が焼失したため、再出願することになる。
1924年（大正13年）7月、村社および神饌幣帛料供進社となる。
1941年（昭和16年）、郷社に昇格。
1946年（昭和21年）8月、近代社格制度廃止後に、宗教法人として認可を受ける。

## 境内社
1953年（昭和28年）9月、福島県の相馬中村神社から分霊を受け、長沼神社境内に相馬神社が建立された。
長沼町における畜産の守護神として崇敬されている。

## ギャラリー

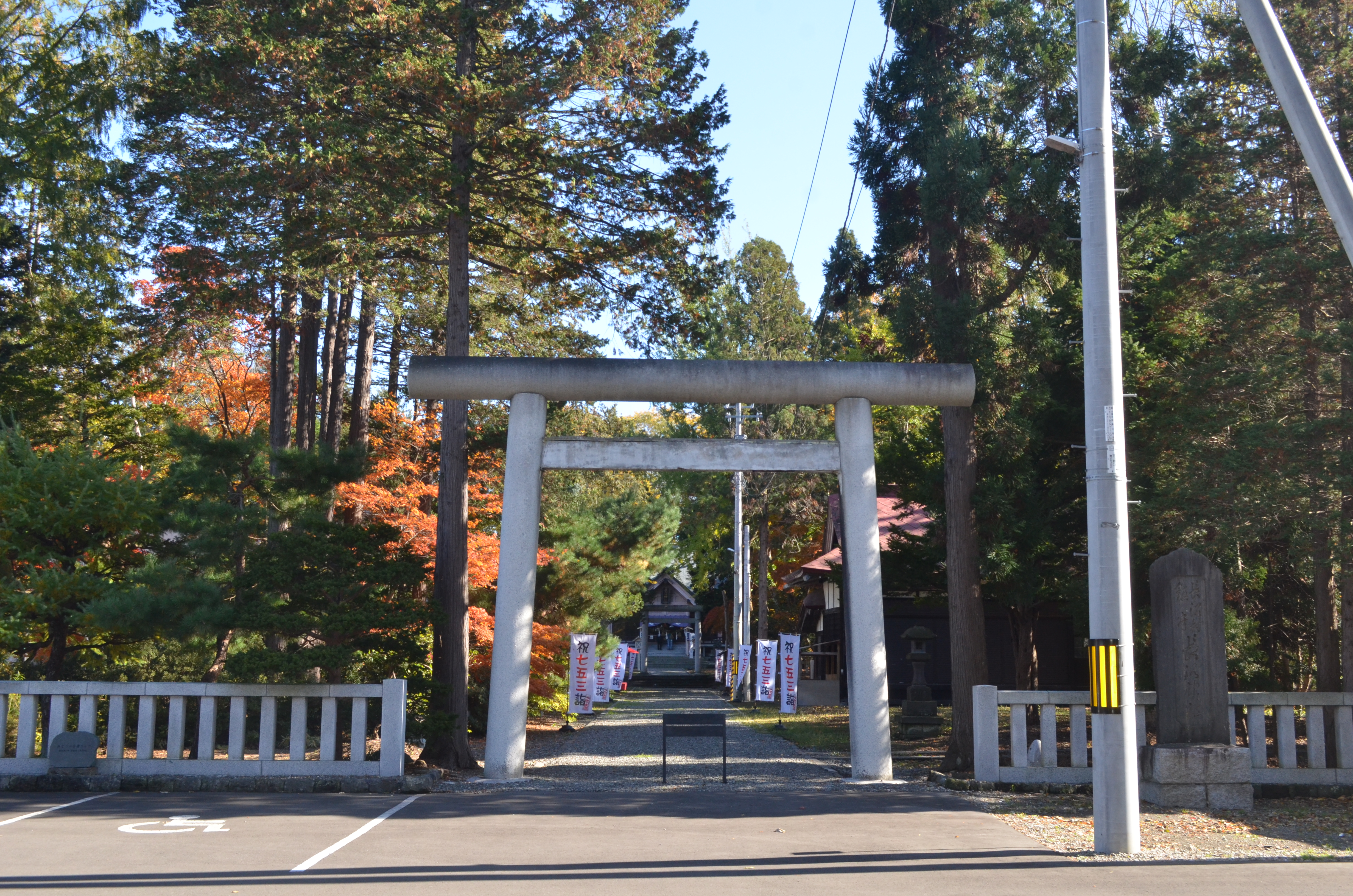
第二鳥居
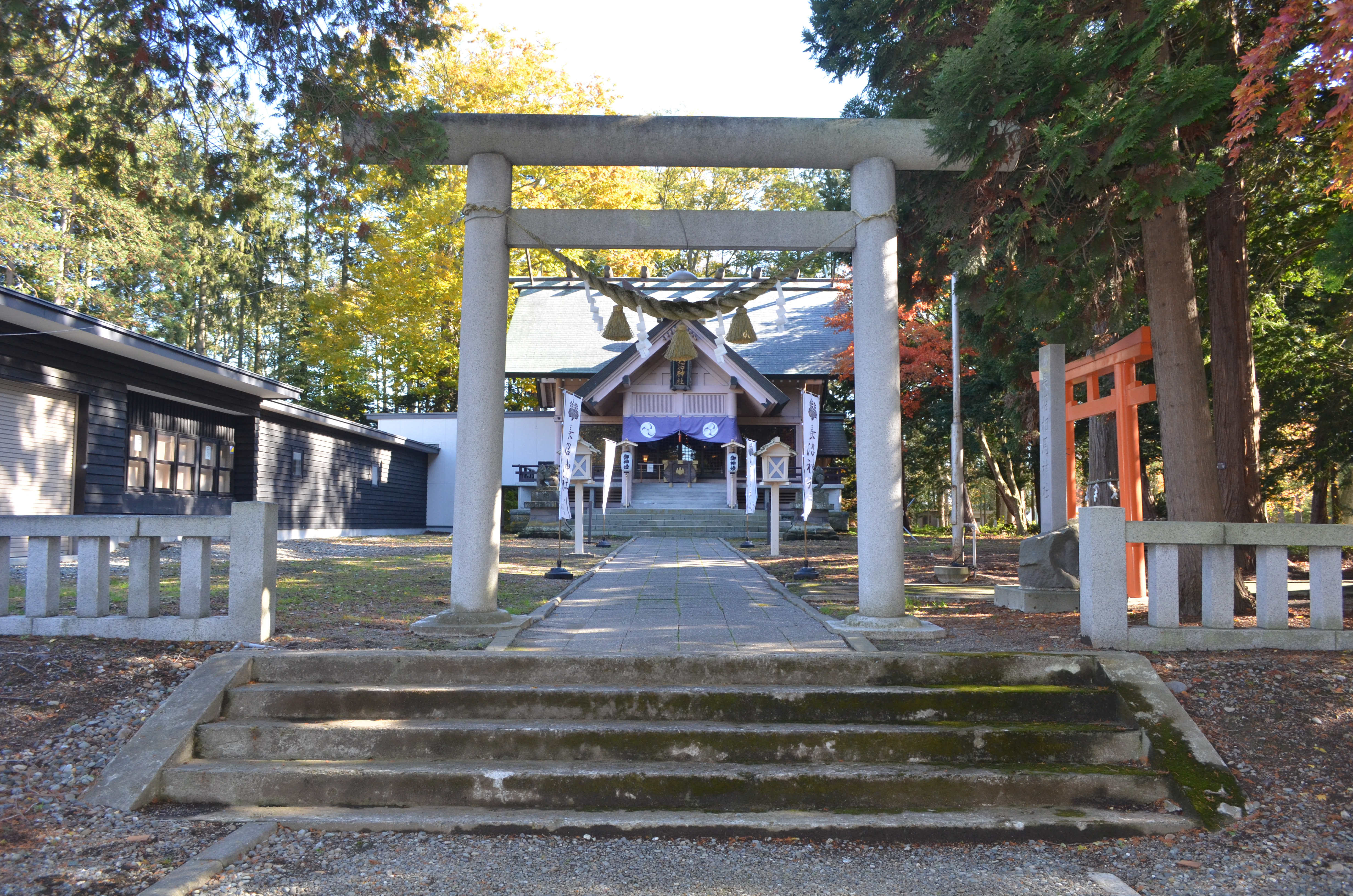
第三鳥居
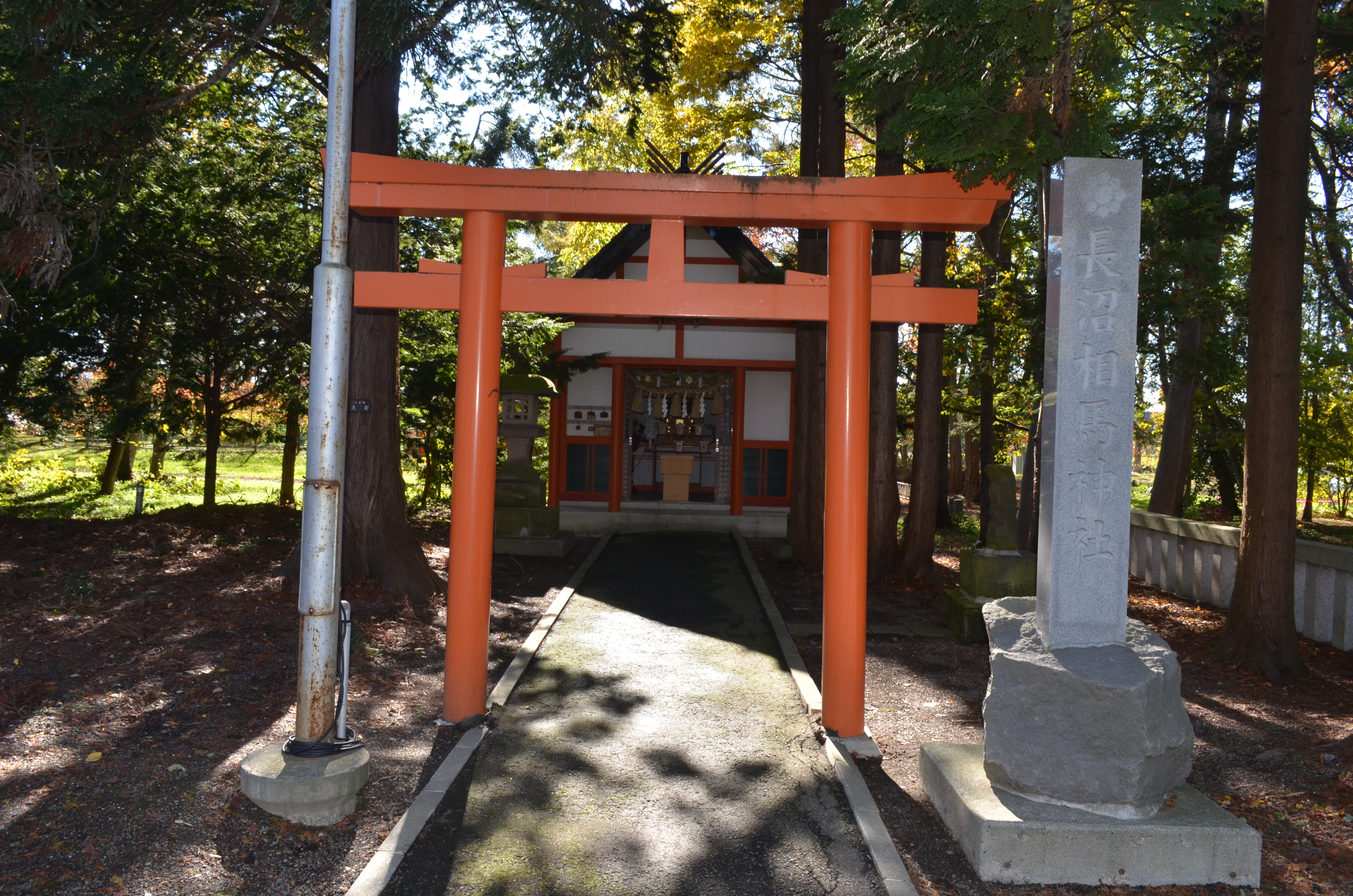
長沼相馬神社